# 황조
황조(黃祖, ? ~ 208년)는 중국 후한 말 형주목 유표 휘하의 무장으로 강하태수로 재직했다. 형주로 남하한 손견을 막아 죽였으며 그 아들 손책과 손권의 거듭된 강하 침공 역시 약 10년간 막아내다가 결국 잡혀 죽었다.
자신을 위해 열심히 일한 감녕을 냉대했으며 예형을 함부로 죽일 정도로 잔악무도하고 안하무인인 데다가 상황 판단을 제대로 못했다.

## 생애

### 손씨 형제의 원수
191년(초평 2년) 반동탁 연합군이 분열하여 남양태수 원술과 발해태수 원소가 서로 싸웠다. 유표는 원소와 손잡은 탓에 원술이 손견을 시켜 형주로 쳐들어왔다. 황조가 요격했지만 번성(樊城)과 등성(鄧城) 사이에서 격파당하고 현산(峴山)으로 달아났다. 192년 손견이 한수를 건너 유표의 거점인 양양성을 포위한 채 황조를 쫓아 현산으로 올라왔다가 매복한 궁수가 쏜 화살에 맞아 죽었다.(양양 전투) 이로써 손견을 저지하였다.
198년(건안 3년) 황조의 신세를 지고 있던 예형을 죽였다. 원래 예형은 조조에서 유표를 거쳐 하구(夏口)에 주둔하던 황조에게 와있었는데 글을 뺄 것은 빼고 넣을 것은 넣는 등 정갈하게 잘 썼으므로 황조가 그 손을 잡으며 ‘황조가 말하고 싶은 마음 속의 생각을 정확히 그대로 쓴다’고 말할 정도로 우대하였다. 어느 날 몽충(蒙衝)에서 선상 파티를 크게 열어 예형도 참석했는데 그 말이 불손하였다. 황조가 부끄러워 나무라자 되레 주시하며 “노인 시체야! 무슨 말을 하는 것이냐?”라고 쌍욕을 날렸다. 황조가 크게 노하여 편형(鞭刑)을 부과하려하자 예형은 더 욕을 퍼부었다. 완전히 뚜껑이 열린 황조가 사형을 명하니 평소 예형을 싫어하던 주부(主簿)가 즉시 형을 집행하였다. 이전부터 예형과 친했던 큰아들 황역이 황급히 맨발로 달려왔지만 이미 늦었다. 황조 역시 후회하여 후하게 장사지냈다.

### 10년간의 혈전
199년 여강태수 유훈이 양주(揚州)를 잠식해가던 손책의 거짓 동맹에 속아 여강을 뺏기고 서새산(西塞山)의 유기(流沂)까지 밀려나 유표에게 급히 원병을 청하였다. 황역이 5,000명을 데리고 달려갔지만 반전하지 못하고 강하군 사이현(沙羡縣, 沙羨縣)까지 손책에게 유린당하였다. 황조의 처자식이 붙잡히고 유표가 증원한 한희(韓晞)와 조카 유호(劉虎) 등 수많은 사람이 죽었다. 이때 손분, 주유, 여범, 정보, 손권, 한당, 황개, 동습 등이 참전하였다.
손책 사후 그 뒤를 이은 손권이 203년 강하를 침범하였다. 황조의 수군이 깨지고 추격당했는데 부하 감녕이 파적교위(破賊校尉)였던 오나라 장수 능조를 활로 쏴 죽이는 등 분전하여 더 큰 위기를 면하였다. 손권은 성은 정복하지 못하고 산월 문제로 인해 돌아갔다. 207년 손권이 또 넘어왔는데 이번에도 황조를 극복하지 못하고 사람들만 잡아갔다. 그동안 황조도 시상(柴桑, 지금의 장시성 주장시)을 몇 번 찔렀으며 손권군의 서성과 주유가 공을 올렸다.

### 악연의 끝
208년 봄 손권이 감녕의 건의에 따라 또 침입하였다. 앞서 감녕은 황조가 자신을 보통 사람으로 대하는 데에 불만을 품고 동오로 귀순했었다. 황조는 몽충을 쌍으로 면구(沔口)에 배치하여 수비하였다. 종려나무로 만든 큰 밧줄로 맨 돌을 닻으로 삼아 고정시키고 그 위에서 1,000명의 노수가 화살을 비처럼 쏟아부으니 손권군이 함부로 접근하지 못했다. 편장군(偏將軍) 동습과 별부사마(別部司馬) 능통이 각각 결사대 100인을 이끌고 갑옷을 껴입은 채 큰 배를 몰아 돌진하였다. 능통이 황조의 장수 장석(張碩)을 베고 동습이 양 닻줄을 끊어 대오를 흩트리는 바람에 손권의 대군이 수륙병진해왔다. 황조가 진취의 수군을 출전시켰으나 선두에서 돌격하던 평북도위(平北都尉) 여몽에게 머리를 베였다. 손권군이 그 기세로 성까지 맹렬하게 공격하였다. 황조가 밤을 타 도주하다가 손권의 기병 풍칙에게 잡혀 효수당했다. 후임 태수로는 유종과의 후계자 경쟁에서 밀려난 유표의 장남 유기가 부임하였다.

## 평가
손책은 황조가 유표의 발톱과 어금니[爪牙] 같은 심복이라 하였다. 예형을 죽인 일은 후세에도 널리 회자되었다. 이백의 시에도 소재로 사용되어 황조는 악명을 얻었다고 하였다.

## 삼국지연의
사서가 아닌 소설 《삼국지연의》에서는 양양 전투의 초전에서 접근하는 척하는 손견을 향해 사흘간 화살만 날리다 다 떨어진다. 손견이 이 화살을 뽑아 거꾸로 일제사격하며 상륙하니 황조가 패퇴한다. 여공이 괴량의 계책에 따라 손견을 현산으로 유인한 후 돌과 화살을 쏟아부어 죽인다. 이에 괴월, 채모와 함께 성 밖으로 출격하는데 황개에게 사로잡힌다. 유표와 손책이 손견의 시체와 황조를 서로 교환하고 강화한다. 예형이 자신을 아무 영험도 없는 사당 속 귀신이라 평하자 화가 나 살해한다. 유표가 예형을 앵무주에 묻어준다. 208년 손권의 대군에 강하가 함락당해 달아나지만 그간의 푸대접으로 인해 동오로 귀순했던 감녕에게 사살당한다. 손권이 그 머리를 죽은 아버지의 영전에 바친다.

## 수하 장수
- 감녕
- 등룡
- 소비
- 진취

## 가계
- 아들 : 황역

## 같이 보기
- 삼국지 인물 목록

## 참고 문헌
- 《삼국지》47권 오서 제2 오주 손권